# Huang Szu-chi
Huang Szu-chi (chiń. trad. 黃思绮; pinyin Huáng Sīqǐ; ur. 31 marca 1988 w Shulin) – tajwańska siatkarka grająca na pozycji środkowej. Wielokrotna reprezentantka kraju.
Z tajwańską kadrą grała między innymi na Igrzyskach Azjatyckich 2010.